# Błażeja
Błażejaⓘ – imię żeńskie pochodzenia łacińskiego. Wywodzi się od słowa oznaczającego "seplenić". Żeński odpowiednik imienia Błażej.
Błażeja imieniny obchodzi 3 lutego i 29 listopada.

## Znane osoby o tym imieniu
- Biagia Marniti (1921–2006) – włoska poetka